# RCE1
RCE1 (англ. Ras converting CAAX endopeptidase 1) – білок, який кодується однойменним геном, розташованим у людей на короткому плечі 11-ї хромосоми. Довжина поліпептидного ланцюга білка становить 329 амінокислот, а молекулярна маса — 35 833.
| 10         |  | 20         |  | 30         |  | 40         |  | 50         |
| ---------- |  | ---------- |  | ---------- |  | ---------- |  | ---------- |
| MAALGGDGLR |  | LLSVSRPERP |  | PESAALGGLG |  | PGLCCWVSVF |  | SCLSLACSYV |
| GSLYVWKSEL |  | PRDHPAVIKR |  | RFTSVLVVSS |  | LSPLCVLLWR |  | ELTGIQPGTS |
| LLTLMGFRLE |  | GIFPAALLPL |  | LLTMILFLGP |  | LMQLSMDCPC |  | DLADGLKVVL |
| APRSWARCLT |  | DMRWLRNQVI |  | APLTEELVFR |  | ACMLPMLAPC |  | MGLGPAVFTC |
| PLFFGVAHFH |  | HIIEQLRFRQ |  | SSVGNIFLSA |  | AFQFSYTAVF |  | GAYTAFLFIR |
| TGHLIGPVLC |  | HSFCNYMGFP |  | AVCAALEHPQ |  | RRPLLAGYAL |  | GVGLFLLLLQ |
| PLTDPKLYGS |  | LPLCVLLERA |  | GDSEAPLCS  |  |            |  |            |

A: Аланін

C: Цистеїн

D: Аспарагінова кислота

E: Глутамінова кислота

F: Фенілаланін

G: Гліцин

H: Гістидин

I: Ізолейцин

K: Лізин

L: Лейцин

M: Метіонін

N: Аспарагін

P: Пролін

Q: Глутамін

R: Аргінін

S: Серин

T: Треонін

V: Валін

W: Триптофан

Кодований геном білок за функціями належить до гідролаз, протеаз. 
Задіяний у такому біологічному процесі, як ацетилювання. 
Локалізований у мембрані, ендоплазматичному ретикулумі.